# Девятнадцатиугольник
Девятнадцатиугольник, эннеадекагон ― многоугольник с 19 углами и 19 сторонами. Как правило, девятнадцатиугольником называют правильный многоугольник, то есть такой, у которого все стороны и все углы равны (в случае девятнадцатиугольника углы равны примерно 161°).

## Правильный девятнадцатиугольник

### Формулы
Площадь правильного девятнадцатиугольника со стороной a находится по формуле:
{\displaystyle S={\frac {19}{4}}a^{2}\mathop {\mathrm {ctg} } \,{\frac {\pi }{19}}\approx 28.4652a^{2}}.
Также площадь можно узнать по формуле:
{\displaystyle S={\frac {19}{2}}R^{2}\sin {\frac {2\pi }{19}}=19r^{2}\mathop {\mathrm {tg} } \,{\frac {\pi }{19}}},
где {\displaystyle R\,} ― радиус описанной окружности, а {\displaystyle r\,} ― радиус вписанной окружности.
Радиус окружности, описанной вокруг правильного девятнадцатиугольника со стороной {\displaystyle t\,}, равен {\displaystyle R={\frac {t}{2}}\csc {\frac {180}{19}}}.
Центральный угол правильного девятнадцатиугольника равен {\displaystyle \mu _{target}={\frac {360^{\circ }}{19}}=18.947368421052631578...^{\circ }}

### Построение
Приблизительное построение правильного девятнадцатиугольника: